# Eupsophus emiliopugini
Eupsophus emiliopugini és una espècie de granota que viu a l'Argentina i Xile.
Està amenaçada d'extinció per la pèrdua del seu hàbitat natural.